# Браничевський округ
Браничевський округ (сербська кирилиця: Браничевски округ, латинізовано: Braničevski okrug, вимова [brǎnitʃɛv̞skiː ôkruːɡ]; румунською: Districtul Braničevo) — один з дев'яти адміністративних округів Південної та Східної Сербії. Розширюється в північно-східних частинах Сербії. За даними перепису населення 2022 року, в ньому проживало 156 367 жителів. Адміністративний центр округу — місто Пожаревац. 
| Сербія | Це незавершена стаття з географії Сербії. Ви можете допомогти проєкту, виправивши або дописавши її. |

1. ↑  2022 Serbia Census